# Maskarensalangan
Maskarensalangan (Aerodramus francicus) är en fågel i familjen seglare.

## Utbredning och systematik
Fågeln återfinns på öarna La Réunion och Mauritius i Indiska oceanen. Den behandlas antingen som monotypisk eller delas in i två underarter med följande utbredning:
- Aerodramus francicus saffordi – förekommer på Réunion
- Aerodramus francicus francicus – förekommer på Mauritius

## Status
IUCN kategoriserar arten som nära hotad.